# Rosamund Gilmore
Rosamund Gilmore (* 1. Juni 1955 in Esher) ist eine englische Choreografin und Regisseurin.

## Leben
Gilmore studierte zuerst an der Elmhurst School for Dance in Camberley und dann bei John Cranko in Stuttgart. Danach arbeitete sie als Tänzerin in Augsburg, Kassel und Bonn. 1979 gründete sie mit dem Komponisten Franz Hummel die „Laokoon Dance Group“, die eine der erfolgreichsten Tanztheater-Gruppen der 1980er-Jahre war. Ab 1990 war Gilmore zunehmend als Opernregisseurin an zahlreichen namhaften Theatern tätig, darunter in Wiesbaden, Frankfurt, Bremen und am Staatstheater am Gärtnerplatz in München. Seit 1993 verbindet Carl Friedrich Oberle eine enge Zusammenarbeit mit Rosamund Gilmore, aus der Inszenierungen wie »Englische Trilogie«, »Gespenster«, »Aus Deutschland« am Staatstheater Wiesbaden sowie »Bremer Freiheit«, »West Side Story«, »Molière oder die Henker der Komödianten«, »Der Rosenkavalier«, »Greek Passion«, »Noach«, »Herbst des Patriarchen« und »Keine Stille außer der des Windes« in Bremen hervorgingen. Sie setzten zusammen »Eugen Onegin«, »Wolf Cub Village«, »Die Blinden«, »L’incoronazione di Poppea« und »Un re in ascolto« an der Oper Frankfurt in Szene. In Darmstadt erarbeiteten sie »Orlando« und »Rodelinda«, in Gelsenkirchen »Turandot«, »Parsifal«, »Il trovatore« und »Don Giovanni«. Weiterhin stattet er Rosamund Gilmores »Tannhäuser« und »Die Liebe zu den drei Orangen« in Kassel aus, »Der Spiegel des großen Kaisers« in Gelsenkirchen und Münster sowie »Sugar« in Konstanz. In Nürnberg traten sie mit »Tannhäuser« in Erscheinung, in München folgten »Die Schöne und das Biest« und »Die Zauberflöte« am Staatstheater am Gärtnerplatz sowie »Tri Sestri« am Prinzregententheater. 1986 war sie Regisseurin des Tanzfilms „Blaubart“.
Zweimal wurde Gilmore für den Deutschen Theaterpreis FAUST nominiert: 2007 für die Bremer Uraufführung „Keine Stille außer der des Windes“ von Sidney Corbett und 2009 für die Uraufführung von Franz Hummels Oper „Der Richter und sein Henker“. Im Jahr 2010 inszenierte sie für die Domstufen-Festspiele in Erfurt den Messias, in der Spielzeit 2012/13 an der Oper Leipzig Wagners Ring des Nibelungen.

## Weblink
- Vita auf der Website des Staatstheater am Gärtnerplatz